# Biblioteca Pere de Montcada
La Biblioteca Pere de Montcada és una obra de les darreres tendències de la Sénia (Montsià) inclosa a l'Inventari del Patrimoni Arquitectònic de Catalunya.

## Descripció
Edifici que consta de planta, un pis i un nivell superior de magatzem. El disseny exterior juga amb la línia recta, horitzontal i vertical. A la planta precedeix una porta principal, un porxo, sobre el qual es construeix part dels nivells superiors. L'accés al primer pis es realitza per una escala exterior, protegida per un ràfec que serveix a la resta de façana per indicar la separació entre els dos nivells superiors i que és igual al que corona l'edifici, aquest darrer, però, més endarrerit. Al primer pis, s'obren només tres finestrals grans, protegint les obertures un enreixat d'obra del tot quadriculat. Al pis superior, s'obren vàries finestres petites una vora l'altra. El mur és arrebossat i pintat de blanc, excepte la base de pedra i part del mur del porxo i escala, amb manises blaves i grogues fent decoració d'escacs.
A l'interior, el pis principal és tot ocupat per la sala de lectura de la biblioteca. Comunica interiorment amb la planta mitjançant una escala de caragol.